# 埃羅爾·馬斯克

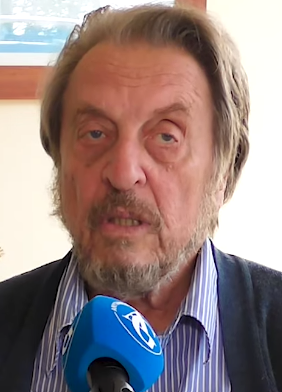
攝於2025年

埃羅爾·格雷厄姆·馬斯克（Errol Graham Musk，1946年5月25日—），世界首富、SpaceX創始人埃隆·馬斯克的父親，曾被埃隆公開批評為「可怕的人」（terrible human being），而他亦曾經表示對兒子並不感到自豪（not proud）。
埃羅爾在南非豪登省北部的城市比勒陀利亞出生，父親是南非白人，母親是英國人。他在克拉珀姆高中求學時認識到他之後的妻子、埃隆的母親梅耶·哈爾德曼。二人於1970年結婚，並育有兩子一女：埃隆、金巴爾和托斯卡。這段婚姻只維持了9年。他們因子女的撫養權曾對簿公堂。及後埃羅爾曾兩度再婚，並且另有4名子女。